# Josefiner
Josefiner, eller Östgöta Josefiner som den även kallas, är en äppelsort, vars ursprung inte är säker. Någonstans i Sverige tros den i alla fall ha sitt ursprung. Josefiner mognar under slutet av september, och håller sig under ett dussin veckor. Äpplet har en kryddig smak, och passar både som ätäpple, som köksäpple. Blomningen på detta äpple är medeltidig, och äpplet pollineras av äpplen med samtidig blomning. I Sverige odlas Josefiner gynnsammast i zon II-III. Namnet Josefiner på en äpplesort är känt sedan år 1831. 8-10 olika äpplesorter har i Sverige gått under namnet Josefiner. Ett skulle ha härstammat från Näs i Torpa socken Östergötland och ett annat från Södermanland.  Olof Eneroth beskriver ett josefiner(från Näs i Torpa socken) "eldflammig på vit och grön marmorerad botten, Toppig med bred bas." Ett sommaräpple "josefiner" salufördes år 1873-1880  av Örebro trädgårdsförening. Ett höstäpple "josefiner" har saluförts av Ryssbylunds trädskolor på 1870-talet.